# Irak in 2004
Hieronder de belangrijkste gebeurtenissen in de Irakoorlog in het jaar 2004.

## Januari
- 10 januari - Protesten in de stad Amarah vanwege een werkloosheidscrisis. Politie-officieren en soldaten openen het vuur op de demonstranten.
- 15 januari - De Verenigde Naties verklaart verkiezingen in juli onpraktisch, vanwege de voortdurende chaos and andere factoren.
- 18 januari - Een zelfmoordenaar blaast zichzelf op met een truck met daarin ruim 400 kilo explosieven, buiten het hoofdkwartier van de coalitietroepen. Er komen 20 mensen om het leven en meer dan 60 mensen raken gewond - merendeel Irakezen.

## Februari
- 1 februari - Tijdens het Suikerfeest kamen 117 mensen om het leven, en raken 235 mensen gewond bij zelfmoordaanslagen bij twee Koerdische kantoren in de noordelijke stad Arbil. De doelwitten van de aanslag waren twee officieren. De verantwoordelijkheid wordt opgeëist door de soennitische rebellengroep Jamaat Ansar al-Sunna.
- 3 februari - De CIA erkent dat er geen directe dreiging was voor massavernietigingswapens voor het begin van de Irakoorlog.
- 7 februari - De Britse prins Charles begint een tour door het Midden-Oosten, en brengt aan bezoek aan Irak.
- 10 februari - Minstens 50 mensen komen om bij een autobom bij een politiebureau in het centrum van Bagdad.
- 11 februari - 47 mensen komen om bij een autobom bij een politiebureau in het centrum van Bagdad.
- 21 februari - De Verenigde Staten geven toestemming aan het Rode Kruis om Saddam Hoessein te bezoeken, voor het eerst sinds zijn arrestatie in december 2003.

## Maart
- 2 maart - Tijdens de Asjoera worden bij een serie bomaanslagen in Bagdad en Kerbala bijna 200 mensen gedood.
- 8 maart
  - De autoriteiten keuren unaniem de nieuwe grondwet goed.
  - Abu Abbas sterft in gevangenschap een natuurlijke dood.
- 31 maart - Vier Amerikaanse huurlingen worden aangevallen en vermoord in Fallujah; vervolgens worden hun verbrande lichamen opgehangen aan een brug.

## April

De nieuwe Iraakse vlag, voorgesteld door de Coalition Provisional Authority, wordt later teruggetrokken vanwege hevige kritiek

- 2 april - Muqtada al-Sadr haalt fel uit naar de coalitietroepen, wat het begin inluidt van de opstand van het Mahdi-leger.
- 4 april - Operation Vigilant Resolve, een offensief van de coalitietroepen, begint als reactie op de gewelddadige moord op de vier Amerikaanse huurlingen, op 31 maart. Er wordt hevig gevochten tussen rebellen en coalitietroepen.
- 5 april - De coalitietroepen sluiten Fallujah af van de buitenwereld.
- 7 april
  - Amerikaanse troepen openen het vuur op een moskee in Fallujah, omdat die volgens hen werd gebruikt door de rebellen. Volgens ooggetuigen komen minstens 40 mensen het leven.[1]
  - Na drie dagen van gevechten, zijn Amerikaanse troepen er slechts in geslaagd om 15% van Fallujah te veroveren van de rebellen.
  - De controle van Ramadi wordt teruggegeven aan de Iraakse politie en de Iraakse veiligheidsdiensten.
- 8 april Het Mahdi-leger krijgt volledige controle in Al Koet, en gedeeltelijke controle in Najaf, Kerbala en Kufa.
- 9 april Een burgerlijk brandstofconvooi loopt in een hinderlaag in de buurt van het vliegveld van Bagdad. Het Mahdi-leger wordt verantwoordelijk gehouden voor de aanval. Bij de aanval komen 7 burgers en verschillende Amerikaanse soldaten om het leven.
- 10 april - De Amerikaanse troepen roepen een eenzijdige wapenstilstand uit in Fallujah.
- 16 april - Al Koet is weer terugveroverd door de Amerikaanse troepen, maar Najaf, Kerbala en Kufa blijven onder controle van het Mahdi-leger.
- 20 april - 12 mortieren worden afgevuurd op de beruchte Abu Ghraib-gevangenis, waarbij 22 gevangenen omkomen, en 92 mensen gewond raken.[2]
- 21 april - Minstens 73 mensen komen om het leven, waaronder 17 kinderen, bij zelfmoordaanslagen op politiebureaus in Basra en het nabijgelegen Az Zubayr. Tevens raken 94 mensen gewond.
- 26 april - De Iraakse interim-regeringsraad kondigt een nieuwe Iraakse vlag aan, voor het post-Saddam Irak. Het voorstel voor de nieuwe vlag wordt later ingetrokken na hevige kritiek. De vlag zou te veel lijken op de vlag van Israël.
- 29 april
  - De Amerikaanse marine kondigt aan dat het zich zal terugtrekken uit Fallujah na enkele weken gevechten, en de controle over te dragen aan het Iraakse leger.
  - Minstens 600 mensen zijn omgekomen bij de gevechten om de stad Fallujah.
  - Bij een autobom in Mahmudiyah, ten zuiden van de hoofdstad Bagdad, komen acht Amerikaanse soldaten om het leven en raken vier soldaten gewond.

## Mei
- 17 mei - Een autobom in Bagdad kost het leven van Abdul-Zahra Othman Mohammad, een lid van de Iraakse interim-regeringsraad. Hij was een prominente sjiiet afkomstig uit Basra, en stond ook wel bekend als Ezzedine Salim. Bij de aanslag in de buurt van de Groene Zone in de hoofdstad komen ook tientallen anderen om het leven.[3]
- 28 mei - Iyad Allawi is gekozen als de nieuwe minister-president voor de interim-regering van Irak. De overdracht vindt plaats op 30 juni.

## Juni

De nieuwe vlag van Irak

- 28 juni - Twee dagen voor de planning wordt de controle en soevereiniteit van Irak van de Verenigde Staten overgedragen aan de Iraakse interim-regering. Iyad Allawi wordt de nieuwe premier en Paul Bremer verlaat het land.[4]

## Juli
- Tijdens een persconferentie maakt premier Iyad Allawi bekend een nieuwe binnenlandse veiligheidsdienst op te richten, genaamd de Mudiriyat al-Amn al-Amma.[5]

## Augustus
- 8 augustus - De Amerikaanse marinier Jonathan Collins van Crystal Lake, Illinois wordt gedood in actie in Al Ramadi, in de Al Anbar provincie.

## September
- 14 september - Een autobom in de buurt van een volle markt en politiestation in een sjiitische wijk van Bagdad kost het leven aan minstens 47 mensen, en 114 mensen raken gewond.

- 28 september.
  - Amerikaanse troepen trekken het soennitische Ramadi binnen, en trekt samen met de Iraakse politie en de Nationale Garde de stad Baqouba binnen.
  - Onderzoekers maken bekend dat meer dan 100 lichamen in een massagraf zijn gevonden in de noordelijke stad Hatra. Het zou gaan om Koerden die tijdens Saddams regime werden vermoord in de jaren 1987-88. Onder de doden zijn kinderen en moeders, met kogels in hun schedels.
- 30 september - Rebellen laten drie autobommen afgaan in een sjiitische wijk in het zuiden van Bagdad, waarbij 41 mensen omkomen, waaronder 34 kinderen. De aanslagen, waarbij ook 139 mensen gewond raakten, volgden op de opening van een nieuwe riolering door de Amerikanen, en het uitdelen van zoetigheid door de Amerikanen aan de kinderen.

## Oktober
- 1 oktober - Een invasie van Samarra begint met 3000 Amerikaanse troepen en 2000 Iraakse troepen. Amerikanen maken bekend minstens 125 rebellen te hebben gedood.
- 10 oktober - De Iraakse tak van Al-Qaeda, genaamd Tawhid and Jihad, eist de verantwoordelijkheid op voor twee autobommen in Bagdad, waarbij ten minste 11 mensen omkomen, waaronder een Amerikaanse soldaat, en waarbij minstens 16 mensen gewond raakten.
- 12 oktober - De rebellengroepering Jamaat Ansar al-Sunna claimt Alaa al-Maliki te hebben onthoofd. Hij zou een spion zijn voor de Verenigde Staten en Muqtada Al Sadr.[6]
- 12 oktober - De Duitse minister van Defensie, Peter Struck, geeft aan dat Duitsland troepen naar Irak zou kunnen sturen, mocht de situatie daartoe aanleiding geven.
- 13 oktober
  - Een zelfmoordaanslag kost het leven aan zes Amerikaanse soldaten.
  - De Brigades van Abu Bakr Al-Sidiq, die samen zou werken Abu Musab al-Zarqawi, publiceert een video met daarin de executie van twee Irakezen: Fadhel Ibrahim en Firas Imeil, die volgens hen leden zouden zijn van de Iraakse veiligheidsdiensten.
- 14 oktober
  - Twee zelfmoordterroristen blazen zich in de Groene Zone in Bagdad op, waarbij vijf anderen omkomen, waarvan vier Amerikanen. Twintig personen raken gewond. De verantwoordelijkheid wordt opgeëist door de Iraakse tak van Al-Qaeda, genaamd Tawhid and Jihad, die verbonden is met Abu Musab al-Zarqawi. De zelfmoordterroristen zouden de Jordaanse nationaliteit hebben. Het is de eerste succesvolle aanslag in de Groene Zone.
  - Het Ansar al-Sannah-leger publiceert een video met daarin de onthoofding van een Turkse chauffeur.
  - De Verenigde Staten reageren op de mislukte vredesgesprekken met meer lucht- en grondaanvallen.
- 15 oktober - Een peloton weigert goederen naar Irak te brengen, vanwege veiligheidsrisico's. Het claimt dat hun wagens onveilig zijn en dat het konvooi niet adequaat beveiligd is. Het leger besluit een onderzoek in te stellen.
- 25 oktober - Bijna 380 ton explosieven worden gevonden, die vermist waren uit een basis die door Saddam werd gebruikt ten tijde van de ontmanteling van zijn atoomprogramma.[7]

## November
- 7 november - De Amerikaanse marine maakt een begin aan bloedigste offensief van de Irakoorlog, genaamd Operation Phantom Fury, tegen de opstandelingen in Fallujah.
- 10 november - De strijd in Mosoel begint na dagenlange intense straatgevechten.

## December
- 19 december - Een autobom in Najaf nabij de Imam Alimoskee kost het leven aan 52 mensen en verwond minstens 140 mensen. Een andere autobom op dezelfde dag in Kerbala kost het leven aan 14 mensen en verwond minstens 52 mensen.
- 21 december - Een grote explosie in Mosoel kost het leven aan 22 mensen, waaronder 14 Amerikaanse soldaten, en verwond meer dan 70 mensen. Eerst werd gemeld dat het zou gaan om een raketaanval, maar het bleek te gaan om een zelfmoordaanslag. De verantwoordelijkheid wordt opgeëist door de rebellengroepering Jamaat Ansar al-Sunna.
- 21 december - De Franse gegijzelden Georges Malbrunot en Christian Chesnot worden vrijgelaten, nadat ze in augustus werden gegijzeld.
- 27 december - Een autobom doodt minstens 13 mensen in de hoofdstad Bagdad. De aanslag vond plaats voor het kantoor van de Opperste Islamitische Raad van Irak (ISCI). De leider van de ISCI, Abdoel Aziz al-Hakim, claimt dat de aanslag een poging was om hem te vermoorden en geeft de schuld aan soennitische militanten.

## Overleden in 2004
- 24 januari - Abdul Rahman Munif, auteur
- 8 maart - Abu Abbas, terrorist